# Walter Achilles
Walter Achilles (* 26. Mai 1927 in Lutter am Barenberge; † 9. September 2002 in Hildesheim) war ein deutscher Historiker.
Achilles absolvierte sein Studium an der Landwirtschaftlichen Hochschule Hohenheim und beendete es 1951 mit dem Abschluss als Diplom-Landwirt. Nachdem er 1956 die Staatsprüfung für das Lehramt an Landwirtschaftsschulen bestanden hatte, begann Achilles an landwirtschaftlichen Schulen zu unterrichten und wurde schließlich Leiter des Staatlichen Studienseminars für Landwirtschaftslehrer in Hildesheim, bis er 1989 pensioniert wurde.
Neben seiner beruflichen Tätigkeit im landwirtschaftlichen Lehrwesen studierte Achilles in Göttingen an der Landwirtschaftlichen Fakultät, wo er 1959 bei Wilhelm Abel mit einer Arbeit über Getreidepreise und Getreidehandelsbeziehungen europäischer Räume im 16. und 17. Jahrhundert promoviert wurde. 1970 habilitierte er sich ebenda. 1976 wurde er außerplanmäßiger Professor in Göttingen. Später war er Lehrstuhlinhaber für Agrargeschichte an der Georg-August-Universität Göttingen. Neben wichtigen Beiträgen zur Agrargeschichte veröffentlichte Achilles auch kleinere Arbeiten zur Orts- und Landesgeschichte von Hildesheim und Braunschweig.

## Schriften (Auswahl)
- Getreidepreise und Getreidehandelsbeziehungen europäischer Räume im 16. und 17. Jahrhundert, Diss. Göttingen 1959.
- Die steuerliche Belastung der braunschweigischen Landwirtschaft und ihr Beitrag zu den Staatseinnahmen im 17. und 18. Jahrhundert. Lax, Hildesheim 1972 (zugl. Habil.-Schrift, Universität Göttingen, 1970).
- Die Lage der hannoverschen Landbevölkerung im späten 18. Jahrhundert. Lax, Hildesheim 1982.
- Landwirtschaft in der Frühen Neuzeit. Oldenbourg, München 1991 (= Enzyklopädie deutscher Geschichte, Bd. 10), ISBN 3-486-55739-4.
- Deutsche Agrargeschichte im Zeitalter der Reformen und der Industrialisierung. Ulmer, Stuttgart 1993, ISBN 3-8001-3090-4.